# دیدیه تیموتی
دیدیه تیموتی (انگلیسی: Didier Thimothée؛ زادهٔ ۲۵ ژوئن ۱۹۷۰) بازیکن فوتبال اهل فرانسه است.
از باشگاه‌هایی که در آن بازی کرده‌است می‌توان به باشگاه فوتبال سن-اتین، باشگاه ورزشی مون‌پلیه، باشگاه فوتبال ستاره سرخ، و باشگاه فوتبال کان اشاره کرد.